# Mistrovství světa v ledním hokeji žen 2019
Mistrovství světa v ledním hokeji žen 2019 proběhlo poprvé v historii s deseti zúčastněnými družstvy v elitní skupině, která se  odehrála ve Finském městě Espoo. Šampiónkami se staly po páté v řadě hráčky Spojených států, stříbrné medaile získalo domácí družstvo Finska a třetí místo obsadila Kanada. Skupinu A první divize vyhrálo Maďarsko a zajistilo si tak účast na svém prvním turnaji elitní skupiny v roce 2021.

## Elitní skupina
- Skupina A:  Finsko,  USA,  Kanada,  Německo,  Rusko
- Skupina B:  Švédsko,  Švýcarsko,  Česko,  Japonsko,   Francie